# Mas Carbonell de Gorguja
El Mas Carbonell de Gorguja és una masia de Llívia (Cerdanya) inclosa a l'Inventari del Patrimoni Arquitectònic de Catalunya.

## Descripció
És una casa forta de planta quadrada, d'aspecte noble, amb planta baixa i tres pisos. Totes les obertures són rectilínies, amb tractament rectangular, amb llindes, ampit i carreus de pedra. A la llinda de la finestra central del primer pis es pot llegir l'any 1803. Hi ha espitlleres a la part inferior. La teulada és a quatre vessants, amb coberta de llicorella. La façana està recoberta d'uns estucats sobre maçoneria, amb dibuixos esgrafiats.

## Història
A l'Arxiu de Puigcerdà hi ha un document que data del 1282, en el que es fa esment d'un Carbonell de Gorguja, que va regalar una campana a l'església de Llívia.
Aquest mas el feu construir Jacint Carbonell. A l'església parroquial hi ha una llosa sepulcral de Jacint Carbonell de l'any 1798, que es creu que era el pare del que va fer edificar la casa pairal.